# Antonio Romeo
Antonio Romeo (Castellaneta, 10 giugno 1923 – 9 febbraio 1999) è stato un politico e sindacalista italiano.

## Biografia
Operaio e sindacalista della CGIL, è segretario generale della Camera del Lavoro di Taranto dal 1955 al 1962. Esponente del Partito Comunista Italiano, nel 1958 è eletto deputato, carica che mantiene fino al 1963. Dal 1970 al 1975 è consigliere regionale in Puglia.
Nel 1976 viene eletto al Senato della Repubblica con il PCI ed è confermato a Palazzo Madama anche dopo le elezioni politiche del 1979. Conclude il proprio mandato parlamentare nel 1983. 
Muore nel febbraio del 1999, all'età di 75 anni.